# Zadole (Katowice)
Zadole – część Katowic, położona w zachodnim obszarze miasta, na terenie dwóch dzielnic: Ligoty-Panewnik i Piotrowic-Ochojca, w rejonie ulicy Armii Krajowej i ulicy Zadole.
Początki Zadola sięgają XIX wieku jako przysiółka Piotrowic, a w 1951 roku został włączony Katowic. Część ta składa się głównie z zabudowy powstałej w czasach Polski Ludowej, w tym wielokondygnacyjnych bloków mieszkalnych przy ulicy Gdańskiej i ulicy Zadole, osiedla Młodych oraz osiedla Akademickiego Uniwersytetu Śląskiego w Katowicach. Położony w miejscowości park Zadole był stałym miejscem zjazdów śpiewaczych oraz koncertów chórów i orkiestr, a współcześnie jest miejscem organizacji różnego typu wydarzeń. Znajduje się tam też ośrodek sportowo-rekreacyjny.

## Historia

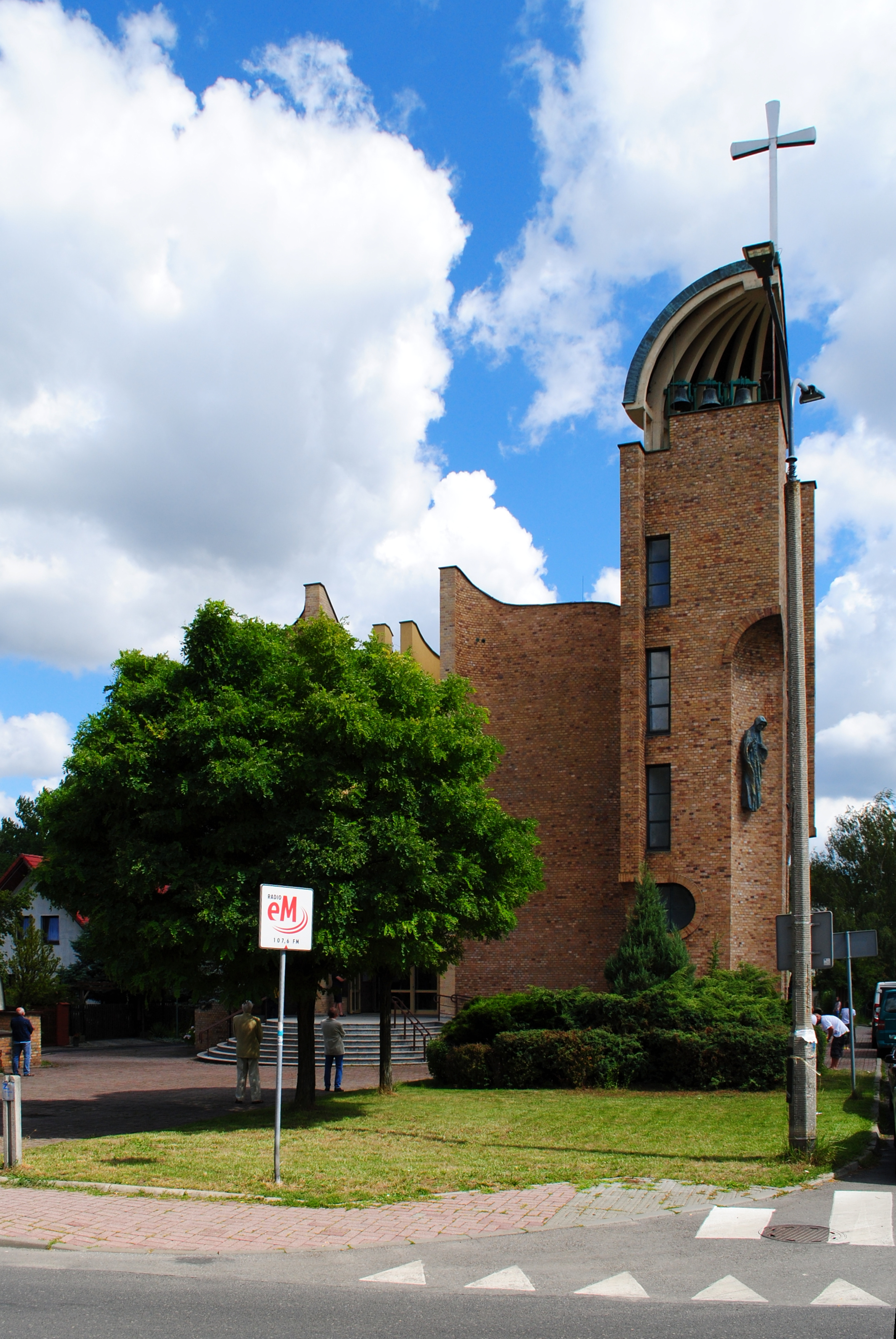
Kościół parafialny parafii Matki Bożej Różańcowej w Zadolu

Zadole powstało w XIX wieku nad Ślepiotką jako przysiółek Piotrowic, a w jego rejonie na Ślepiotce już od połowy XVIII wieku czynny był młyn wodny, działający do lat 20. XX wieku. Pierwsze nieliczne gospodarstwa chłopskie zlokalizowane były na terenach leśnych, wzdłuż linii kolejowej łączącej Ligotę z Piotrowicami. Zabudowa Zadola rozwijała się powoli, zwłaszcza od II połowy XIX wieku wraz z rozwojem przemysłu. Na początku XX wieku powstała główna część miejscowości.
W 1900 roku z lasów fideikomisu pszczyńskiego został wyodrębniony teren w rejonie późniejszego parku Zadole. W historii miejsce to odegrało szczególne miejsce w górnośląskim ruchu śpiewaczy. W 1909 roku został wybrany na miejsce pierwszego spotkania śląskich zespołów śpiewaczy, które odbyło się 19 kwietnia bądź 19 września 1909 roku. Wystąpiło w nim osiem polskich chórów z Górnego Śląska. Dnia 8 października 1911 roku odbył się tutaj I Zjazd Chórów Związku Śląskich Kół Śpiewaczych, a od tego czasu do ostatnich lat XX wieku Zadole było stałym miejscem zjazdów śpiewaczych oraz koncertów chórów i orkiestr. 
W 1912 roku w Zadolu rozpoczął działalność ośrodek katowickiego i górnośląskiego sokolstwa. Przed wybuchem I wojny światowej odbyły się tutaj trzy okręgowe zloty Towarzystwa Gimnastycznego „Sokół”.
W dniu 10 listopada 1918 r. ks. Paweł Pośpiech, reprezentujący Narodową Demokrację, po raz pierwszy od wybuchu I wojny światowej zorganizował na Zadolu legalną polską manifestację.
Tereny Zadola wraz z całą gminą Piotrowice zostały 1 kwietnia 1951 roku włączone do Katowic i od tego czasu nastąpiła dalsza rozbudowa zabudowy tej części miasta. W latach 60. pomiędzy ulicami Wczasową i Armii Krajowej a linią kolejową powstało osiedle domów jednorodzinnych – osiedle Młodych, a także osiedle Akademickie Uniwersytetu Śląskiego w Katowicach składające się z trzech domów studenckich. W latach 70. XX wieku wybudowano przy ulicy Bieszczadzkiej osiedle domów jednorodzinnych, a 1976 roku przy ulicach Zadole i Gdańskiej rozpoczęto budowę osiedle jedenastokondygnacyjnych bloków mieszkalnych dla 4 tysięcy osób zaprojektowane przez Henryka Trzcionkowskiego z katowickiego „Miastoprojektu”.
W dniu 19 sierpnia 1984 roku erygowano rzymskokatolicką parafię Matki Bożej Różańcowej. Rok później roku przy ulicy Zadole zaczęto budowę kościoła parafialnego. Został on poświęcony 25 marca 1992 roku przez arcybiskupa katowickiego Damiana Zimonia. 
W Zadolu mieszkało kilka znanych osób, w tym m.in. Adam Otręba, Krzysztof Głuch i Jerzy Chromik, a przy ulicy Gdańskiej 16 Jerzy Kukuczka – jeden z najwybitniejszych polskich himalaistów.

## Charakterystyka

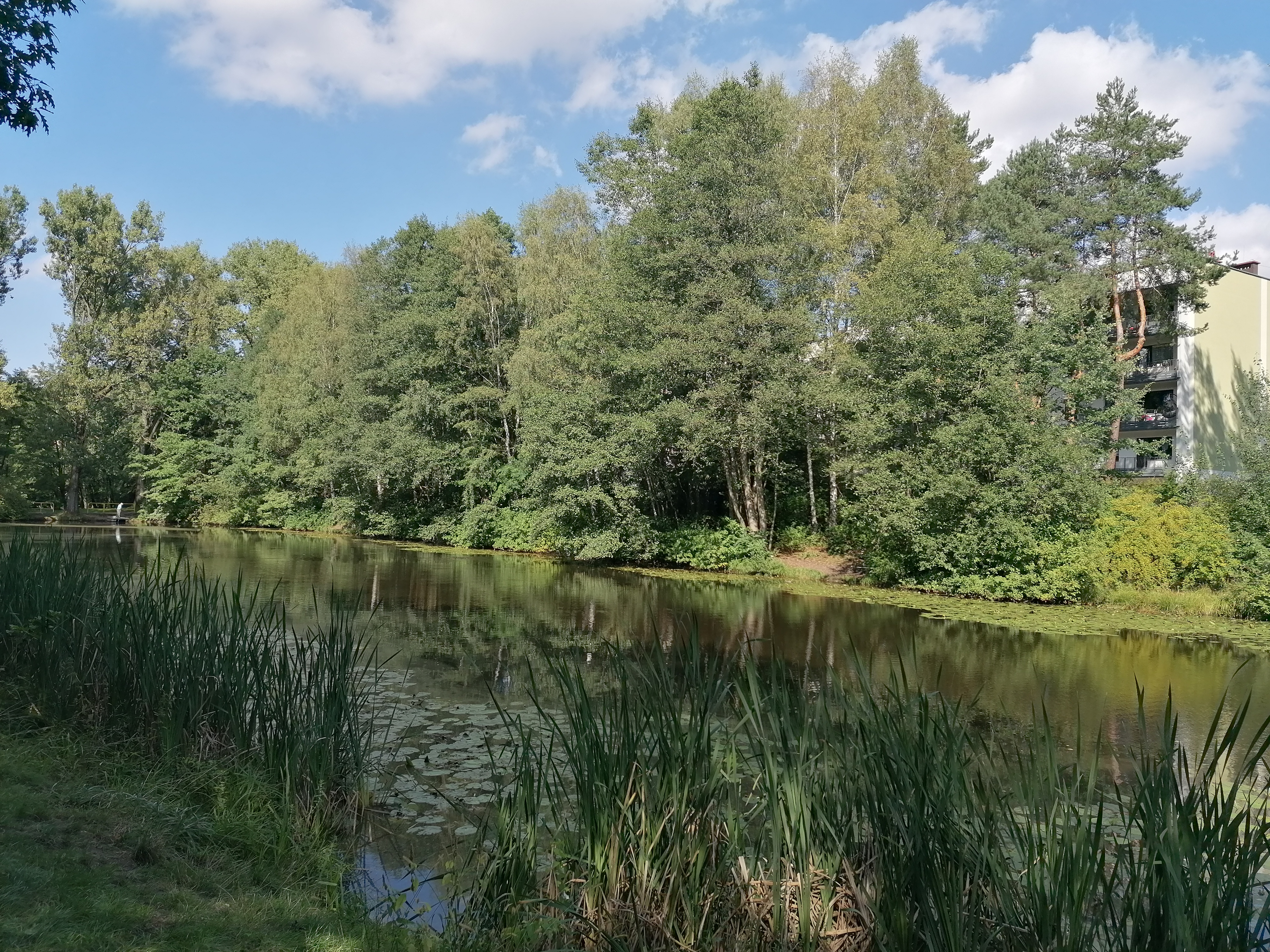
Fragment parku Zadole

Zadole położone jest w zachodniej części Katowic, w granicach dwóch dzielnic rozdzielonych przez Ślepiotkę: Ligoty-Panewnik (północna część miejscowości) i Piotrowic-Ochojca (południowa część), w rejonie ulic: Zadole, Śląskiej, Studenckiej, Traktorzystów, A. Asnyka, Armii Krajowej i Polarnej. Tereny tej części Katowic geograficznie położone są na Płaskowyżu Katowickim zbudowanym głównie ze skał karbońskich, w dorzeczu Odry.
Zadole składa się z zabudowy powstałej głównie po 1945 roku. Najstarsze obiekty powstały w latach 30. i 40. XX wieku – koncentrują się one w rejonie ulic: Zadole, Gajowej, Chełmskiej, Armii Krajowej, Kosynierów i Traktorzystów. Na jednorodzinnym domu przy ulicy Zadole 36 widnieje płaskorzeźba przedstawiająca Matkę Bożą Różańcową. Rejon ulicy Gdańskiej zabudowany jest wysokimi blokami mieszkalnymi, a w sąsiedztwie parku Zadole znajduje się osiedle składające się z trzech domów akademickich Uniwersytetu Śląskiego w Katowicach. W jednym z nich siedzibę ma Radio Egida.

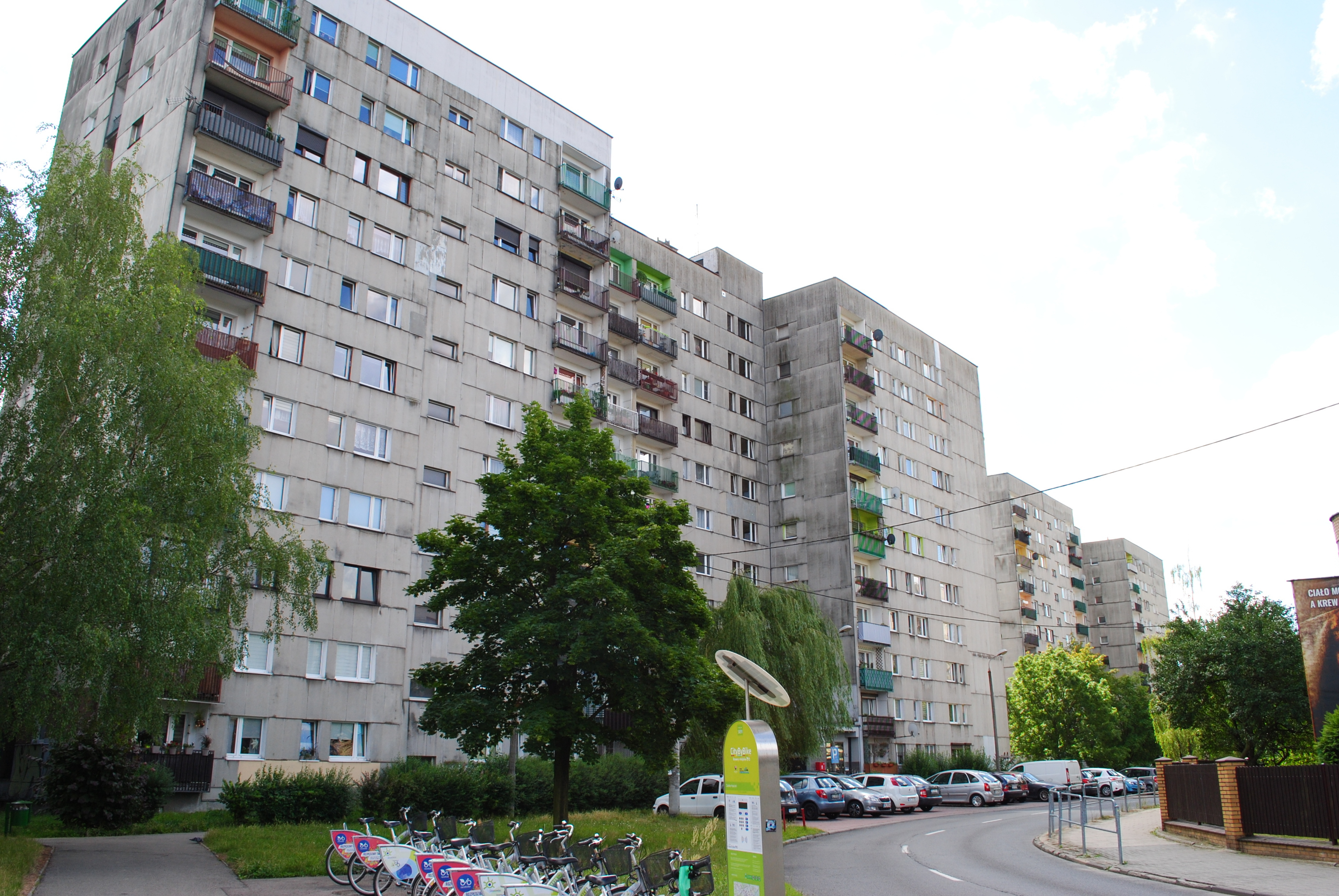
Bloki w rejonie ulicy Zadole

Lokalny ośrodek handlowo-usługowy Zadola koncentruje się w rejonie ulic: Zadole, Zielonogórskiej, Kołobrzeskiej i Gorzowskiej. Siedzibę w tym rejonie ma kilka placówek oświatowo-wychowawczych, w tym m.in. Szkoła Podstawowa nr 61 im. Polskich Kawalerów Maltańskich Specjalna w Katowicach (ul. Kołobrzeska 8). Przy ulicy Zadole 2 znajduje się Auchan Supermarket, przy ulicy Zadole 24 sklep Lewiatan, a przy ulicy Armii Krajowej 3 sklep sieci Biedronka.
Pomiędzy ulicami Poziomkową, Wczasowa i Traktorzystów znajduje się ośrodek sportowo-rekreacyjny „Zadole”, zarządzany przez katowicki MOSiR. Składają się na niego: korty tenisowe, tory deskorolkowe, basen ze zjeżdżalnią i stoły do tenisa stołowego. W jego obrębie znajduje się park Zadole o powierzchni 12 ha. Park ten jest miejscem organizacji zawodów rekreacyjno-sportowych dla okolicznych mieszkańców, a także corocznej imprezy pn. Święto Kwitnących Głogów.
W 2007 roku w Zadolu mieszkało około 3,9 tys. osób.